# NGC 4833
NGC 4833 je kuglasti skup u zviježđu Mušici. 

## Vanjske poveznice
- (engl.) SEDS: NGC 4833
- (engl.) Revidirani Novi opći katalog
- (engl.) Izvangalaktička baza podataka NASA-e i IPAC-a
- (engl.) Astronomska baza podataka SIMBAD
- (engl.) VizieR